# Teora
Teora – miejscowość i gmina we Włoszech, w regionie Kampania, w prowincji Avellino.
Według danych na 1 stycznia 2022 roku gminę zamieszkiwało 1455 osób (736 mężczyzn i 719 kobiet).